# Homestead Records
Homestead Records — дочерняя компания музыкального дистрибьютора Dutch East India Trading на Лонг-Айленде, штат Нью-Йорк, которая функционировала с 1983 по 1996 годы. Лейбл был известен тем, что не платил своим артистам и не тратил никаких денег на их продвижение.

## История
Лейбл был создан Барри Тененбаумом. Тененбаум начал бизнес по почтовым заказам под названием Lord Sitar Records из своей спальни, когда был ещё подростком, импортируя пластинки группы The Beatles и других исполнителей из Англии, которые он мог продавать с прибылью в Соединённых штатах. Тененбаум создал обширную дистрибьюторскую сеть под названием Dutch East India Trading, поэтому, когда закон об авторском праве 1976 года ограничил его возможность импортировать артистов, у которых уже были лейблы в США, он начал лицензировать записи для выпуска и создал для этой цели импринт «Homestead Records». Сэм Бергер, работавший в Dutch East, стал первым менеджером нового лейбла.
Сэм Бергер покинул Homestead в 1984 году, и его сменил Джерард Кослой, создатель андерграунд-арт фэнзина «Conflict». Кослой был единственным сотрудником лейбла до 1987 года, когда Крейг Маркс был нанят, чтобы помочь ему управлять лейблом. Кослой и Маркс позже ушли в отставку в 1990 году. Кен Каткин был менеджером с 1990 по 1992 год, а Стивен Йорг — с 1992 по 1996 год. Лейбл закрылся в 1996 году, и его последним релизом стала Cama de Terra Иво Перельмана.

## Исполнители[1][4]
- Antietam[2]
- Babe the Blue Ox
- Bastro
- Beat Happening
- Beat Temptation
- Big Black
- Big Dipper
- Bloodsport
- Bodeco
- Brainiac
- Bratmobile
- Breaking Circus
- Bull
- Дэвид Спенсер Уэйр
- Дэниел Джонстон
- Death of Samantha
- Dinosaur Jr.
- Dredd Foole & the Din
- Einstürzende Neubauten
- Эллиот Шарп
- Энрико Каррери
- Fish & Roses
- Джи-Джи Аллин
- Giant Sand
- Great Plains
- Green River
- Happy Flowers
- Honor Role
- Иво Перельман
- King Kong
- Live Skull
- Love Child
- My Dad Is Dead
- Naked Raygun
- New Radiant Storm King (NRSK)
- Nice Strong Arm
- Nick Cave and the Bad Seeds
- One Plus Two
- OWT
- Phantom Tollbooth
- Pony
- Salem 66
- Screaming Trees
- Seam
- Sebadoh
- Sleepyhead
- Smack Dab
- Sonic Youth
- Sorry
- Soul-Junk
- Squirrel Bait
- Stratotanker
- SSD
- Supreme Dicks
- Swans
- Table
- Tall Dwarfs
- The Blackjacks
- The Cakekitchen[3]
- The Chills
- The Dentists
- The Dogmatics
- The Ex
- The Flies
- The Frogs
- The Hedonists
- The Holy Men
- The Mad Scene
- The Meatmen
- The Membranes
- The Micronotz
- The Outnumbered
- The Pastels
- The Proletariat
- The Verlaines
- Thomas Jefferson Slave Apartments
- Trumans Water
- Tsunami
- U-Men
- Uzi
- Volcano Suns
- "Странный Пол" Петроски
- Уильям Хукер
- Уильям Паркер
- Wombats